# Orthocomotis
Orthocomotis är ett släkte av fjärilar. Orthocomotis ingår i familjen vecklare.

## Dottertaxa tillOrthocomotis, i alfabetisk ordning[1]
- Orthocomotis aglaia
- Orthocomotis aphanisma
- Orthocomotis argodonta
- Orthocomotis attonsa
- Orthocomotis auchmera
- Orthocomotis boscantina
- Orthocomotis chaldera
- Orthocomotis chloantha
- Orthocomotis cristata
- Orthocomotis euchaldera
- Orthocomotis exolivata
- Orthocomotis herbacea
- Orthocomotis herbaria
- Orthocomotis jordani
- Orthocomotis leucothorax
- Orthocomotis magicana
- Orthocomotis mareda
- Orthocomotis melania
- Orthocomotis melanochlora
- Orthocomotis muscosana
- Orthocomotis nitida
- Orthocomotis ochracea
- Orthocomotis ochrosaphes
- Orthocomotis olivata
- Orthocomotis phenax
- Orthocomotis phobetica
- Orthocomotis prochaldera
- Orthocomotis pseudolivata
- Orthocomotis smaragditis
- Orthocomotis subolivata
- Orthocomotis trissophricta
- Orthocomotis twila
- Orthocomotis uragia